# Grebenar
Grebenar egy középkori várhely Horvátországban, a Lika-Zengg megyei Gospićhoz tartozó Lički Osik határában.

## Fekvése
A Gospićtól északra a Likai-mező keleti széle fölé emelkedő 684 méteres Zubar-hegy tetején találhatók csekély maradványai.

## Története
Grebenar középkori települése a mai Ćukovac és Rujnica települések közötti területen volt. A várat a likai sík feletti magas helyen emelték. A grebenari birtokot már 1263-ban említik, amikor IV. Béla király három másik környező faluval együtt adományozza Počitelji birtokért cserébe. 1349-ben Hreljšin fia Lukács, Borislav fiai Novak, Márton és Péter, valamint Tolimir fia Grgur, birtokában találjuk. Valamennyien a Mogorović nemzetséghez tartoztak, majd ugyanebben az évben 3000 velencei dénárért tovább adták a szintén Mogorović nemzetségből származó Disislav fiának Kurjak ispánnak, és unokaöccseiknek néhai Disislavić Péter fiainak, Novaknak, Grgurnak és Ivannak, valamint Ivan likai ispán fiának, Péternek. Az adásvételt 1358-ban Lajos király is megerősítette Novak Disislavić és testvérei részére. A következő évben viták alakultak ki a birtok határai miatt, amelyek végül a knini báni bíróság előtt zárultak le, ahol a bán határozott fellépéssel megoldotta a vitát. Ezután Grebenar a szomszédos Osztrovicához tartozott, és a fent említett Novak Disislavić birtokában volt. Később ismét megemlítik egy dokumentumban, amelyben Osztrovica részét Frangepán Miklóssal négy gackai birtokra cserélik. A várat valószínűleg a Disislavićok építették, akik abból az ágból származtak, amely korábban nem cserélte el birtokait a Frangepánokkal.
Grebenar minden bizonnyal 1527-ben Likával együtt került török kézre. A törökök, a megszállt várak többségéhez hasonlóan megerősítették. A török háborúk során a végvidéki csatározások során nagyon gyakran említik. Egy ilyen összecsapásra került sor 1685 szeptemberében is, amikor a keresztény sereg a várat elfoglalta és felgyújtotta. Bár a törökök visszatértek a területére, magát a várat nem építették újjá. Lika felszabadítása során 1689-ben ugyan visszafoglalták, de az elhagyatott vár romos maradt. Így találta Glavinić zenggi püspök 1696-ban a Likában tett egyházlátogatási körútja során.

## A vár mai állapota
Stjepan Pavičić horvát történész szerint a vár kisméretű volt, míg egy másik itt járt történész, Devčić szerint a vár alapjait nem lehet felismerni, mert az építőanyag kibányászása miatt felrobbantották őket. A várról a legteljesebb leírást Emilij Laszowski adta, aki szerint a várnak két négyzet alakú tornya volt, északra pedig hosszabban elnyúlott, ahol más épületek is lehettek. Lehetségesnek tartotta, hogy a körítőfalon kisebb tornyok voltak. Laszowski észrevette a környező sáncot is, amely körülvette magát a várat, és amelyen keresztül a várat 3 méter széles bejáraton keresztül lehetett megközelíteni. Annak a sajnálatos ténynek a következtében, hogy Lika ezen területe a közelmúltbeli horvátországi háborúban harcok színhelye volt és katonai létesítmények közvetlen közelében található, nem látogatható.